# 1173 w polityce

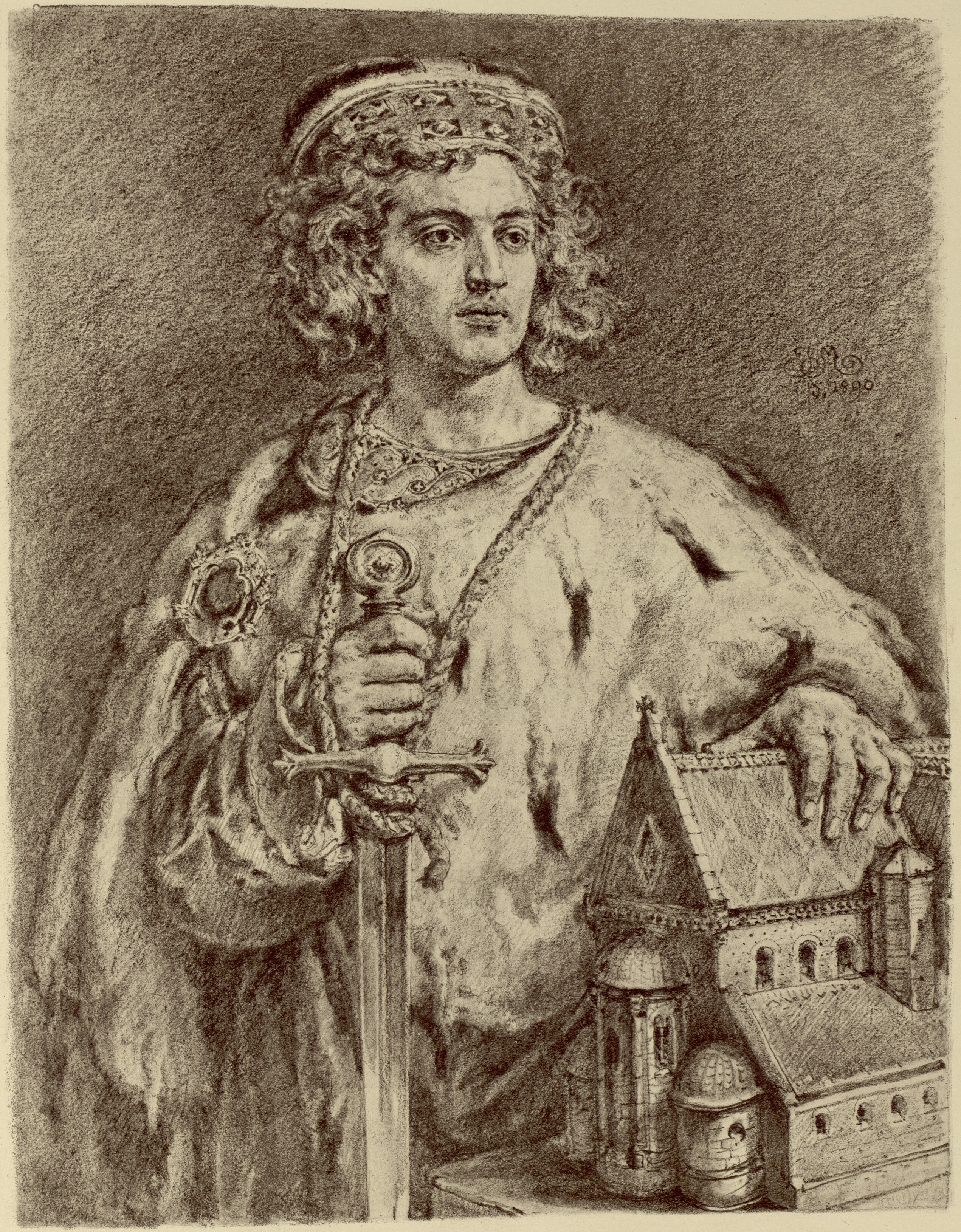
Bolesław IV Kędzierzawy

Wydarzenia polityczne w 1173 roku.

## Wydarzenia
- Waldemar I najechał Pomorze[1].
- Mieszko III Stary seniorem w Krakowie (do 1177)[1][2].

## Zmarli
- 5 stycznia Bolesław IV Kędzierzawy, książę krakowski i książę senior[3].